# 洛阳镇 (惠安县)
洛阳镇是中国福建省泉州市惠安县下辖的一个镇，位于惠安县西南部。现由泉州台商投资区管辖。

## 历史沿革
民国前，洛阳镇称万安。民国年间，改称洛阳镇。1958年，设上游公社洛阳管区。1961年，改设人民洛阳公社。1984年，成立洛阳镇。2010年，移交泉州台商投资区托管。

## 行政区划
镇政府驻洛阳街。洛阳镇辖25个行政村，分别是：
洛阳村、上浦村、后亭村、西方村、西吟头村、增垵村、后埔村、前园村、屿头村、洛安村、万安村、下曾村、堂头村、杏田村、梅岭村、云庄村、陈埭头村、霞星村、陈坝村、群山村、西塘村、上田村、上曾村、白沙一村、白沙二村。

## 文物
洛阳镇辖区内的洛阳桥为全国重点文物保护单位。